# Julian Track
Julian Track (* 11. November 1983; † 17. Januar 2023 bei Ober-Eschbach) war ein deutscher Pokerspieler. Er gewann 2013 das Main Event der European Poker Tour.

## Pokerkarriere
Track gewann Mitte Dezember 2013 das Main Event der European Poker Tour in Prag, für das er sich zuvor online qualifiziert hatte. Dafür setzte er sich gegen 1006 andere Spieler durch und erhielt aufgrund eines Deals mit Georgios Sotiropoulos ein Preisgeld von 725.700 Euro. Anfang Februar 2014 erreichte der Deutsche beim Main Event der Aussie Millions Poker Championship in Melbourne die bezahlten Plätze und belegte den mit 15.000 Australischen Dollar dotierten 72. Rang. Seine letzte Live-Geldplatzierung erzielte er im März 2015 auf Malta.
Insgesamt hat sich Track mit Poker bei Live-Turnieren mehr als eine Million US-Dollar erspielt. Auf der Onlinepoker-Plattform PokerStars spielte er unter dem Nickname jutrack. Am 17. Januar 2023 starb Track bei einem Autounfall auf der A5 bei Ober-Eschbach im Alter von 39 Jahren.